# Wish (落合祐里香の曲)
「Wish」（ウィッシュ）は、声優アーティスト・落合祐里香のメジャーデビューシングル。2008年5月28日にブロー・ウィンド・レコードから発売された。12ヶ月連続CDリリース第1弾。

## 解説
- 12ヶ月連続CDリリース第1弾シングルで、作詞は全て落合自身が手掛けている（カバー曲『セーラー服と機関銃』除く）。
- 初回限定版には「Wish」のスタジオライブクリップを収録したDVDが同梱されている。
- 規格品番：BWCA-1131（初回限定盤）、BWCA-1132（通常盤）

## 収録内容
CD
（全作詞：落合祐里香／全作曲・編曲：ne-co）
1. Wish [4:07]
2. Unbalanced Days [3:52]
3. Wish（inst.）
4. Unbalanced Days（inst.）

DVD（初回限定盤のみ）
1. Dash